# Güttingen
Güttingen är en ort och kommun i distriktet Kreuzlingen i kantonen Thurgau, Schweiz. Kommunen har 1 738 invånare (2023).